# Ніспен
Ніспен (нід. Nispen) — село в нідерландській провінції Північний Брабант. Входить до муніципалітету Розендал.
Його площа становить 1,66 км², а населення станом на 2021 рік складало 1 740 осіб.

## Галерея

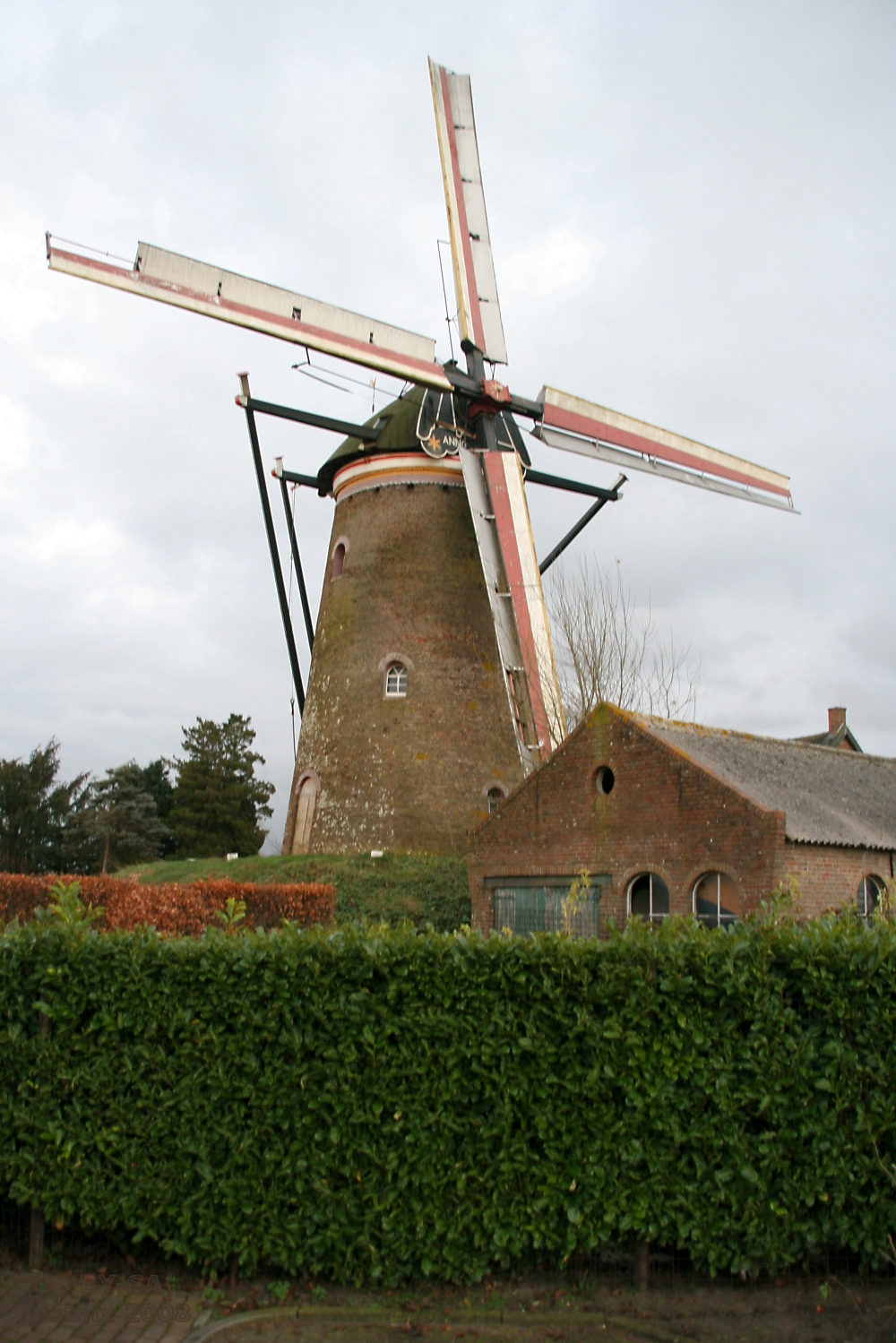
[[Molen van Aerden|Вітряк, збудований 1850 року
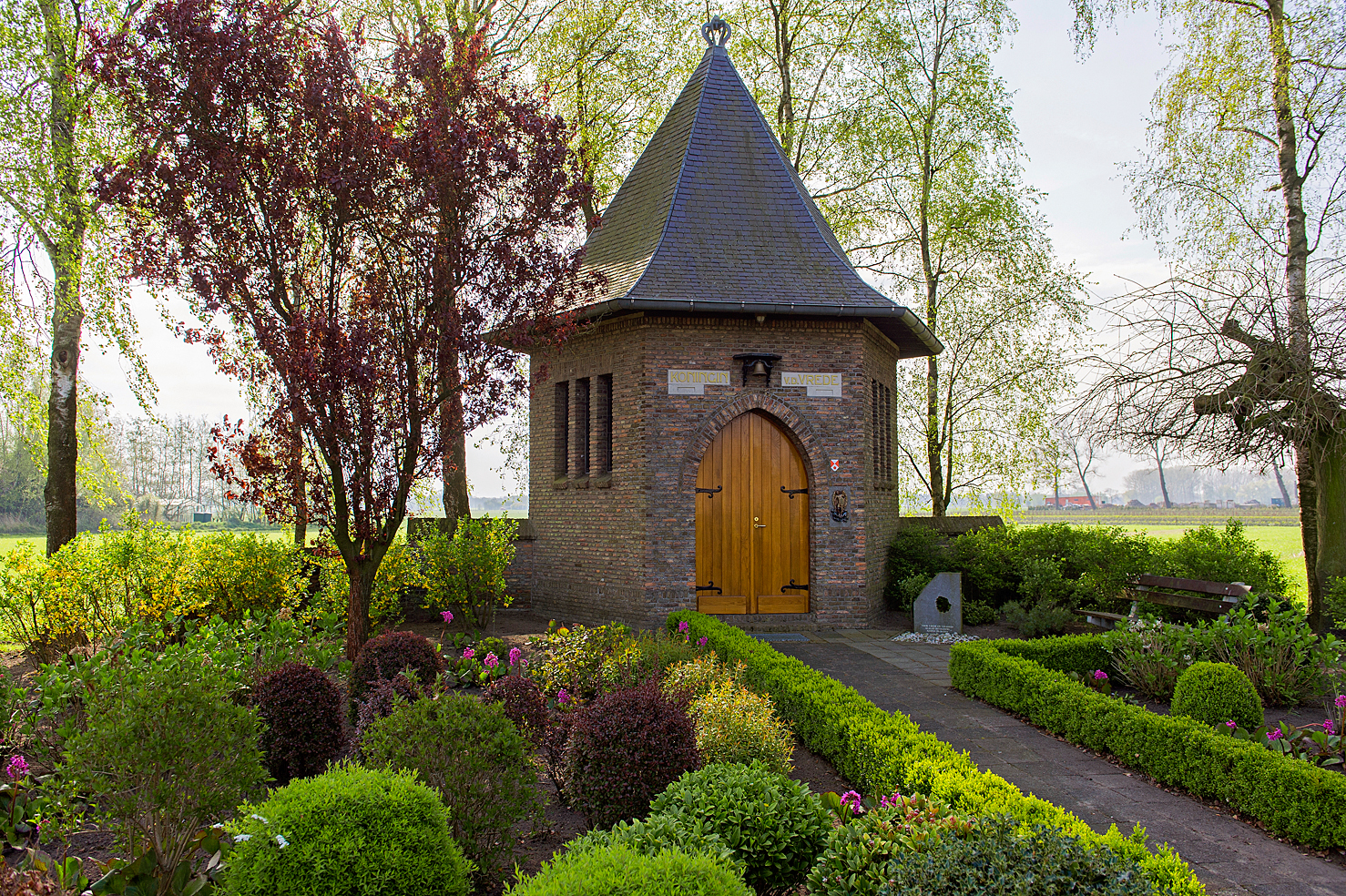
Капличка, збудована 1946 року
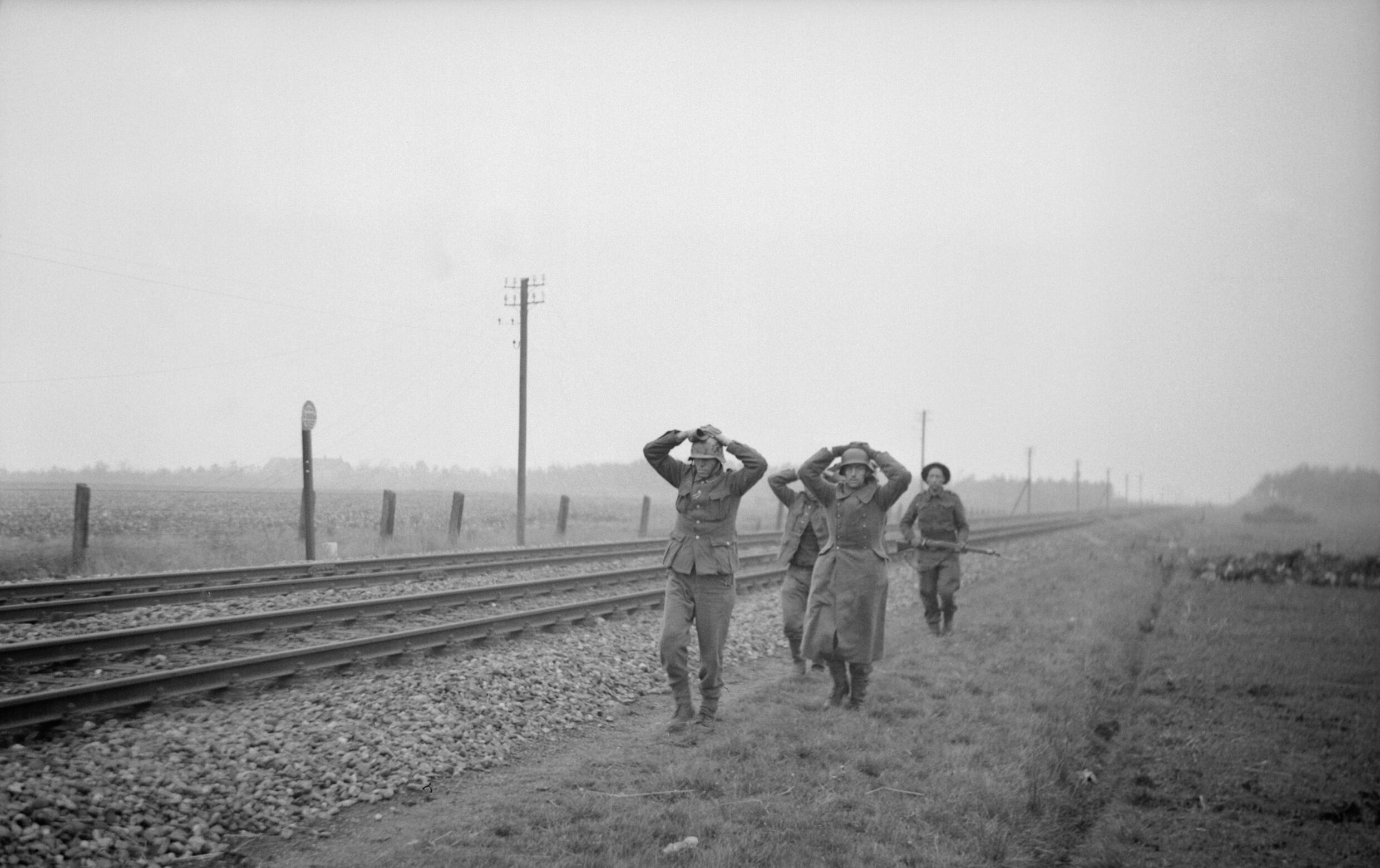
Німецькі полонені (1944)
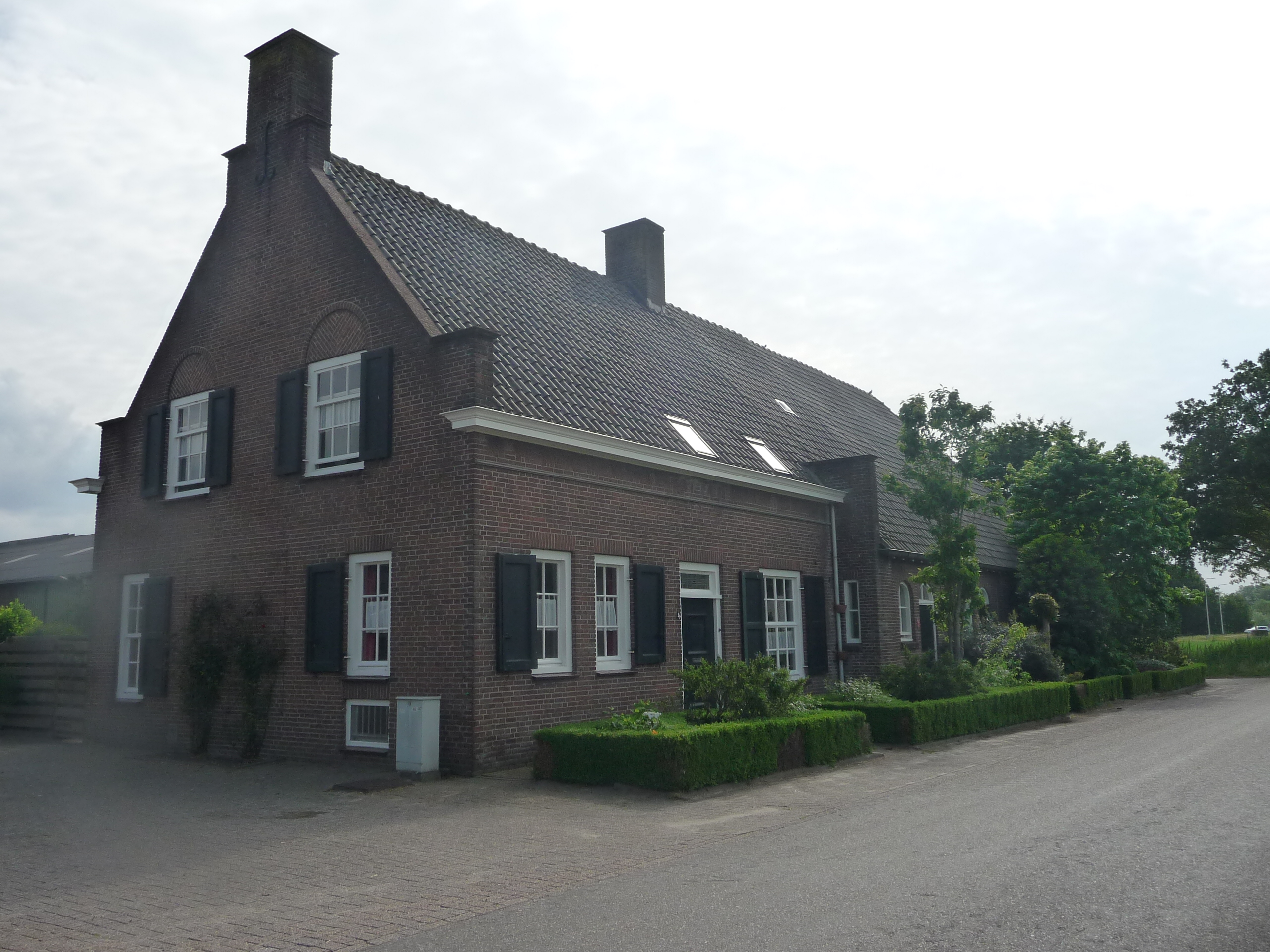
Ферма у селі
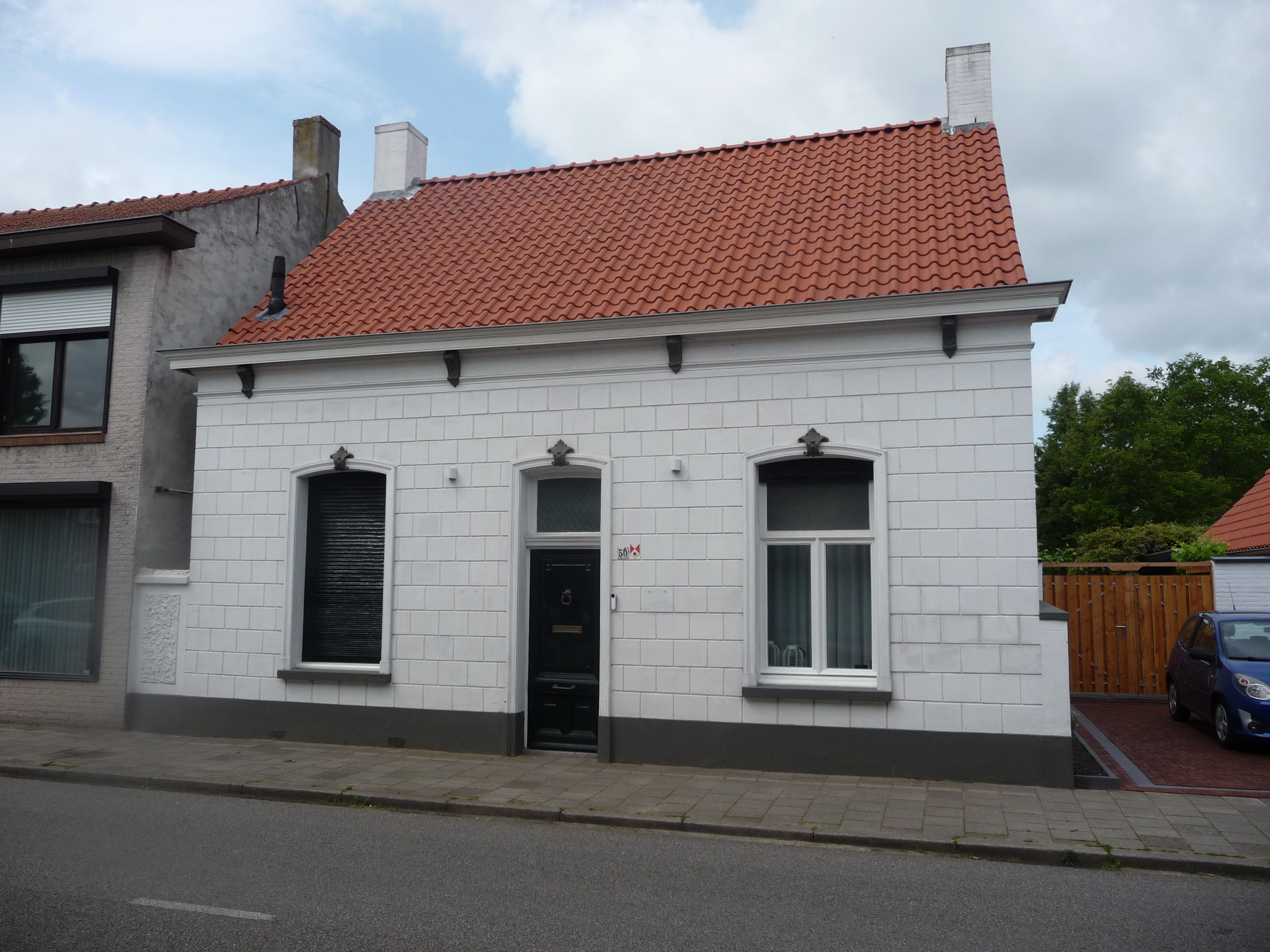
Сільський будинок